# Bumi Agung (Kalianda)
Bumi Agung is een bestuurslaag in het regentschap Lampung Selatan van de provincie Lampung, Indonesië. Bumi Agung telt 4112 inwoners (volkstelling 2010).